# Marele Premiu al Azerbaidjanului din 2022
Marele Premiu al Azerbaidjanului din 2022 (cunoscut oficial ca Formula 1 Azerbaijan Grand Prix 2022) a fost o cursă de Formula 1 ce s-a desfășurat între 10-12 iunie 2022. Aceasta a fost cea de-a opta rundă a Campionatului Mondial de Formula 1 din 2022.
Cursa de 51 de tururi a fost câștigată de Max Verstappen. Charles Leclerc, care era al doilea în clasamentul campionatului înainte de cursă, s-a retras în turul 21 din cauza problemelor cu unitatea de putere și a căzut pe locul trei în clasament în spatele lui Sergio Pérez. Odată cu victoria, Verstappen și-a extins avantajul la 21 de puncte.

## Calificări
Calificările trebuiau să înceapă la 18:00, ora locală, pe 11 iunie, dar începutul sesiunii a fost amânat pentru 18:15, ca urmare a întârzierii sesiunii finale de antrenament.
| Poz.                  | Nr. | Pilot            | Constructor                  | Timpi calificări | Timpi calificări | Timpi calificări | Grila finală |
| Poz.                  | Nr. | Pilot            | Constructor                  | Q1               | Q2               | Q3               | Grila finală |
| --------------------- | --- | ---------------- | ---------------------------- | ---------------- | ---------------- | ---------------- | ------------ |
| 1                     | 16  | Charles Leclerc  | Ferrari                      | 1:42,865         | 1:42,046         | 1:41,359         | 1            |
| 2                     | 11  | Sergio Pérez     | Red Bull Racing-RBPT         | 1:42,733         | 1:41,955         | 1:41,641         | 2            |
| 3                     | 1   | Max Verstappen   | Red Bull Racing-RBPT         | 1:42,722         | 1:42,227         | 1:41,706         | 3            |
| 4                     | 55  | Carlos Sainz Jr. | Ferrari                      | 1:42,957         | 1:42,088         | 1:41,814         | 4            |
| 5                     | 63  | George Russell   | Mercedes                     | 1:43,754         | 1:43,281         | 1:42,712         | 5            |
| 6                     | 10  | Pierre Gasly     | AlphaTauri-RBPT              | 1:43,268         | 1:43,129         | 1:42,845         | 6            |
| 7                     | 44  | Lewis Hamilton   | Mercedes                     | 1:43,939         | 1:43,182         | 1:42,924         | 7            |
| 8                     | 22  | Yuki Tsunoda     | AlphaTauri-RBPT              | 1:43,595         | 1:43,376         | 1:43,056         | 8            |
| 9                     | 5   | Sebastian Vettel | Aston Martin Aramco-Mercedes | 1:43,279         | 1:43,268         | 1:43,091         | 9            |
| 10                    | 14  | Fernando Alonso  | Alpine-Renault               | 1:44,083         | 1:43,360         | 1:43,173         | 10           |
| 11                    | 4   | Lando Norris     | McLaren-Mercedes             | 1:44,237         | 1:43,398         | N/A              | 11           |
| 12                    | 3   | Daniel Ricciardo | McLaren-Mercedes             | 1:44,437         | 1:43,574         | N/A              | 12           |
| 13                    | 31  | Esteban Ocon     | Alpine-Renault               | 1:43,903         | 1:43,585         | N/A              | 13           |
| 14                    | 24  | Zhou Guanyu      | Alfa Romeo-Ferrari           | 1:43,777         | 1:43,790         | N/A              | 14           |
| 15                    | 77  | Valtteri Bottas  | Alfa Romeo-Ferrari           | 1:44,478         | 1:44,444         | N/A              | 15           |
| 16                    | 20  | Kevin Magnussen  | Haas-Ferrari                 | 1:44,643         | N/A              | N/A              | 16           |
| 17                    | 23  | Alexander Albon  | Williams-Mercedes            | 1:44,719         | N/A              | N/A              | 17           |
| 18                    | 6   | Nicholas Latifi  | Williams-Mercedes            | 1:45,367         | N/A              | N/A              | 18           |
| 19                    | 18  | Lance Stroll     | Aston Martin Aramco-Mercedes | 1:45,371         | N/A              | N/A              | 19           |
| 20                    | 47  | Mick Schumacher  | Haas-Ferrari                 | 1:45,775         | N/A              | N/A              | 20           |
| Regula 107%: 1:49,912 |     |                  |                              |                  |                  |                  |              |
| Sursa:                |     |                  |                              |                  |                  |                  |              |

## Cursa
Cursa a început la 15:00, ora locală, pe 12 iunie.
| Poz.                                                                         | Nr. | Pilot            | Constructor                  | Tururi | Timp/Retras       | Grilă | Puncte |
| ---------------------------------------------------------------------------- | --- | ---------------- | ---------------------------- | ------ | ----------------- | ----- | ------ |
| 1                                                                            | 1   | Max Verstappen   | Red Bull Racing-RBPT         | 51     | 1:34:05,941       | 3     | 25     |
| 2                                                                            | 11  | Sergio Pérez     | Red Bull Racing-RBPT         | 51     | +20,823           | 2     | 19     |
| 3                                                                            | 63  | George Russell   | Mercedes                     | 51     | +45,995           | 5     | 15     |
| 4                                                                            | 44  | Lewis Hamilton   | Mercedes                     | 51     | +1:11,679         | 7     | 12     |
| 5                                                                            | 10  | Pierre Gasly     | AlphaTauri-RBPT              | 51     | +1:17,299         | 6     | 10     |
| 6                                                                            | 5   | Sebastian Vettel | Aston Martin Aramco-Mercedes | 51     | +1:24,099         | 9     | 8      |
| 7                                                                            | 14  | Fernando Alonso  | Alpine-Renault               | 51     | +1:28,596         | 10    | 6      |
| 8                                                                            | 3   | Daniel Ricciardo | McLaren-Mercedes             | 51     | +1:32,207         | 12    | 4      |
| 9                                                                            | 4   | Lando Norris     | McLaren-Mercedes             | 51     | +1:32,556         | 11    | 2      |
| 10                                                                           | 31  | Esteban Ocon     | Alpine-Renault               | 51     | +1:48,184         | 13    | 1      |
| 11                                                                           | 77  | Valtteri Bottas  | Alfa Romeo-Ferrari           | 50     | +1 tur            | 15    |        |
| 12                                                                           | 23  | Alexander Albon  | Williams-Mercedes            | 50     | +1 tur            | 17    |        |
| 13                                                                           | 22  | Yuki Tsunoda     | AlphaTauri-RBPT              | 50     | +1 tur            | 8     |        |
| 14                                                                           | 47  | Mick Schumacher  | Haas-Ferrari                 | 50     | +1 tur            | 20    |        |
| 15                                                                           | 6   | Nicholas Latifi  | Williams-Mercedes            | 50     | +1 tur            | 18    |        |
| 16                                                                           | 18  | Lance Stroll     | Aston Martin Aramco-Mercedes | 46     | Vibrații          | 19    |        |
| Ab                                                                           | 20  | Kevin Magnussen  | Haas-Ferrari                 | 31     | Unitate de putere | 16    |        |
| Ab                                                                           | 24  | Zhou Guanyu      | Alfa Romeo-Ferrari           | 23     | Hidraulice        | 14    |        |
| Ab                                                                           | 16  | Charles Leclerc  | Ferrari                      | 21     | Unitate de putere | 1     |        |
| Ab                                                                           | 55  | Carlos Sainz Jr. | Ferrari                      | 8      | Hidraulice        | 4     |        |
| Cel mai rapid tur: Sergio Pérez (Red Bull Racing-RBPT) – 1:46,046 (turul 36) |     |                  |                              |        |                   |       |        |
| Sursa:                                                                       |     |                  |                              |        |                   |       |        |

Note
- ^1 – Include un punct pentru cel mai rapid tur.[6]
- ^2 – Nicholas Latifi a primit o penalizare de cinci secunde pentru ignorarea steagurilor albastre. Poziția sa finală nu a fost afectată de penalizare.[5]
- ^3 – Lance Stroll a fost clasificat întrucât parcurs mai mult de 90% din distanta cursei.[5]

## Clasamentele campionatelor după cursă
|        | Poz. | Pilot            | Pct. |
| ------ | ---- | ---------------- | ---- |
|        | 1    | Max Verstappen   | 150  |
| 1      | 2    | Sergio Pérez     | 129  |
| 1      | 3    | Charles Leclerc  | 116  |
|        | 4    | George Russell   | 99   |
|        | 5    | Carlos Sainz Jr. | 83   |
| Sursa: |      |                  |      |

|        | Poz. | Constructor          | Pct. |
| ------ | ---- | -------------------- | ---- |
|        | 1    | Red Bull Racing-RBPT | 279  |
|        | 2    | Ferrari              | 199  |
|        | 3    | Mercedes             | 161  |
|        | 4    | McLaren-Mercedes     | 65   |
| 1      | 5    | Alpine-Renault       | 47   |
| Sursa: |      |                      |      |

- Notă: Doar primele cinci locuri sunt prezentate în ambele clasamente.